# Spathius chunliuae
Spathius chunliuae är en stekelart som beskrevs av Chao 1957. Spathius chunliuae ingår i släktet Spathius och familjen bracksteklar. Inga underarter finns listade i Catalogue of Life.